# Johan Froneman
Johan Froneman (* 10. Februar 1953 in East London) ist ein südafrikanischer Jurist und seit 2009 Richter am Verfassungsgericht der Republik Südafrika.

## Leben
Aufgewachsen auf einer Farm in Cathcart besuchte Froneman bis 1970 das Grey College in Bloemfontein, wo er als Cricketspieler erfolgreich war. Nach einjährigem Dienst bei der Marine Südafrikas nahm er das Studium der Rechtswissenschaften an der Universität Stellenbosch auf, das er 1974 abschloss. Dann wechselte er an die Universität von Südafrika, arbeitete dort als wissenschaftlicher Mitarbeiter und erlangte 1977 den Grad des Bachelor of Laws. Nach der praktischen Ausbildung bei der Rechtsanwaltskammer in Pretoria erhielt Froneman im Januar 1978 die Zulassung als Anwalt am Obersten Gerichtshof Südafrikas und ließ sich  als Prozessanwalt (Advocate) in Grahamstown nieder. 1990 wurde er zum Senior Council ernannt. Während seiner Zeit als Anwalt engagierte sich Froneman zudem aktiv in der Rechtsanwaltskammer. Zum 1. Januar 1994 wurde er zum Richter an der Eastern Cape Division benannt. 1996 wechselte er als stellvertretender Vorsitzender an den Labour Court of South Africa. Diese Position hatte er bis ins Jahr 2000 inne. Währenddessen besuchte er im Rahmen eines Fortbildungskurses 1999 die Harvard University. Nach einer einjährigen Tätigkeit als kommissarischer Richter am Supreme Court of Appeal of South Africa erhielt er einen Ruf seiner Alma Mater als außerordentlicher Professor für Öffentliches Recht. Im Jahr 2000 hielt er sich zu Forschungszwecken an der Universität Oxford auf. 2009 wurde er schließlich auf eine Stelle als Richter am Verfassungsgericht der Republik Südafrika berufen.

## Sonstiges
Froneman ist mit der Anwältin Sonette Froneman verheiratet und Vater von zwei Töchtern. Die Familie lebt in Grahamstown.

## Publikationen (Auswahl)
- The Impossibility of Constitutional Democracy. In: Henk Botha, André Van der Walt, Johan Van der Walt (Hrsg.): Rights and democracy in a transformative constitution Rights and Democracy in a Transformative Constitution. African Sun Media, Stellenbosch 2003, ISBN 1-919980-02-4, S. 93–103.
- Enforcing socio-economic rights under a transformative Constitution : the role of the courts : panel discussion. In: Economic and social rights in South Africa. Vol. 8, Nr. 1, 2007, ISSN 1684-260X, S. 20–25.
- A lawyer's response to the current travails of South African constitutionalism. Pretoria University Law Press, Pretoria 2009, OCLC 699660128